# Camulogeno
Camulogeno (... – Lutezia, 51 a.C.) è stato un principe e condottiero gallo, capo (brenn) dei Parisii.
Difese Lutezia contro le truppe di Tito Labieno, Legatus di Giulio Cesare, morendo, nel 51 a.C. in una battaglia ingaggiata presso la città, sul terreno che forma ora la pianura di Vaugirard (si veda: Cesare: De bello Gallico, viii).

## Fortuna di Camulogeno
A Camulogeno è stata dedicata una via di Parigi, Rue Camulogène.